# Edificio La Unión y el Fénix Español
L'edificio La Unión y el Fénix Español è stato uno dei primi grattacieli di Madrid ed era stato costruito per essere la sede della compagnia di assicurazioni La Unión y el Fénix Español.
L'edificio si trova all'angolo tra calle de Alcalá e calle Virgen de los Peligros e fu costruito tra il 1928 e il 1931 su progetto dell'architetto spagnolo Modesto López Otero. Il sito dell'edificio era stato acquistato per due milioni di pesetas nel 1928 e una delle chiavi del progetto era l'integrazione del grattacielo in modo armonico con l'adiacente chiesa dei Calatravas.
Il grattacielo ha un'altezza di 53 metri  e dal 2006 ospita l'hotel Petit Palace Alcalá Torre. La stazione della metropolitana più vicina è Sevilla, sulla linea 2.

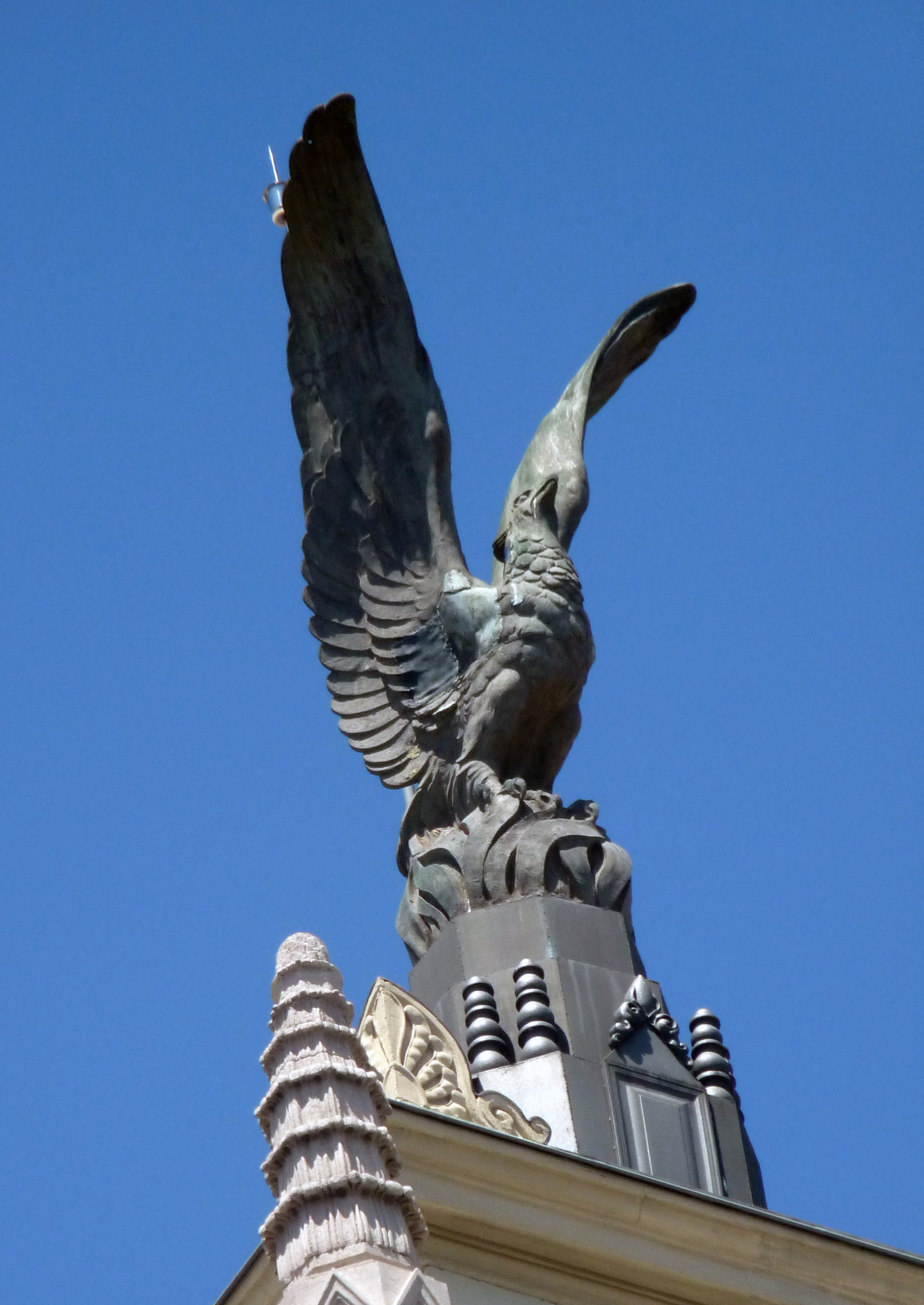
Fenice in cima all'edificio